# Uwe Kröger
Uwe Kröger (Hamm, 4 dicembre 1964) è un attore e cantante tedesco. Attivo sulle scene tedesche e austriache dalla fine degli anni ottanta, Kröger è noto per essere uno dei maggiori interpreti di musical in Germania e Austria.

## Biografia
Uwe Kröger studiò recitazione all'Universität der Künste Berlin e dopo la fine degli studi fece il suo debutto sulle scene nel musical Starlight Express a Borchum, in cui interpretava il ruolo principale di Rusty. Successivamente recitò negli allestimenti di Amsterdam e Vienna di Les Misérables nei ruoli di Enjolras e Marius Pontmercy. Dopo aver recitato in allestimenti tedeschi di Jesus Christ Superstar e The Rocky Horror Show, nel 1992 ottenne il successo quando fu scelto per interpretare la Morte nella prima produzione del musical Elisabeth a Vienna. Due anni dopo Cameron Mackintosh gli offrì il ruolo del protagonista Chris nella prima tedesca del musical Miss Saigon a Stoccarda.
Nel 1995 Lord Andrew Lloyd Webber lo volle nel ruolo del protagonista Joe Gills nella prima tedesca del musical Sunset Boulevard a Niedernhausen, mentre due anni più tardi fu la Bestia nel musical La bella e la bestia in scena a Stoccarda. Il 1998 lo vide interpretare altri due ruoli da protagonista, quello del Maestro di Cerimonie in Cabaret e ancora Chris in Miss Saigon. Nel 1999 interpretò l'antagonista Hieronymus von Colloredo nel musical Mozart! a Vienna, città in cui tornò nel 2000 per interpretare il Faraone nel musical di Andrew Lloyd Webber Joseph and the Amazing Technicolor Dreamcoat.
Nell'ottobre del 2000 fece il suo debutto sulle scene londinesi per interpretare Napoleone nel musical Napoleon al Shaftesbury Theatre, mentre nel 2001 tornò ad interpretare la Morte in Elisabeth ad Essen. Dopo aver interpretato il protagonista Burrs nella prima tedesca di The Wild Party, nel 2004 interpretò l'Ispettore Javert in Les Misérables a Berlino, a cui seguì il ruolo del protagonista in The Phantom of the Opera. Sempre nel 2004 doppiò Gerard Butler nel doppiaggio in lingua tedesca de Il fantasma dell'Opera. Gli anni successivi lo videro impegnato in altri ruoli di rilievo, tra cui quello del cardinale Richelieu ne I tre moschettieri (Berlino, 2006), Maxim de Weinter in Rebecca (Vienna, 2007) ed Abraham Van Helsing in Dracula (2017). Nel 2008 tornò ad interpretare la Morte in Elisabeth a Berlino.
Nel 2009 interpretò il conte Taafe nel musical Rudolf a Vienna, mentre nel 2011 fu il Capitano von Trapp in The Sound of Music a Salisburgo. Nel 2012 fu la volta del ruolo en travesti di Edna Turnblad in Hairspray a Monaco, mentre l'anno successivo fu il protagonista Albin ne La Cage aux Folles a Salisburgo. Nel 2014 fu Gomez Addams nel musical de La famiglia Addams a Brema, seguito l'anno successivo dal ritorno al ruolo del capitano von Trapp in un allestimento di The Sound of Music a Monaco. Sempre nel 2015 fu Oliver Warbucks in un allestimento salisburghese di Annie, seguito l'anno successivo dal ruolo di Re Artù in Spamalot, sempre in scena a Salisburgo. Nel 2018 invece tornò ad interpretare Edna in Hairspray ed il narratore in The Rocky Horror Show. Inoltre la sua voce si può ascoltare nelle incisioni discografiche tedeschi dei musical Les Misérables (1991), Elisabeth (1992), Miss Saigon (1995), Sunset Bouelvard (1996), La bella e la bestia (1997), Il fantasma dell'Opera (2005), Rudolf (2009), The Sound of Music (2012), La famiglia Addams (2014) e Spamalot (2016).

### Vita privata
Dichiaratamente omosessuale, Uwe Kröger è stato impiegato in una relazione con il cardiologo Christopher Wolf dal 1996 al 2015.

## Filmografia parziale

### Attore
- Polizeiruf 110 – serie TV, 1 episodio (1994)
- Il commissario Rex – serie TV, 1 episodio (1995)

### Doppiatore
- Il fantasma dell'Opera (The Phantom of the Opera), regia di Joel Schumacher (2014)